# Kloster Frauenaurach

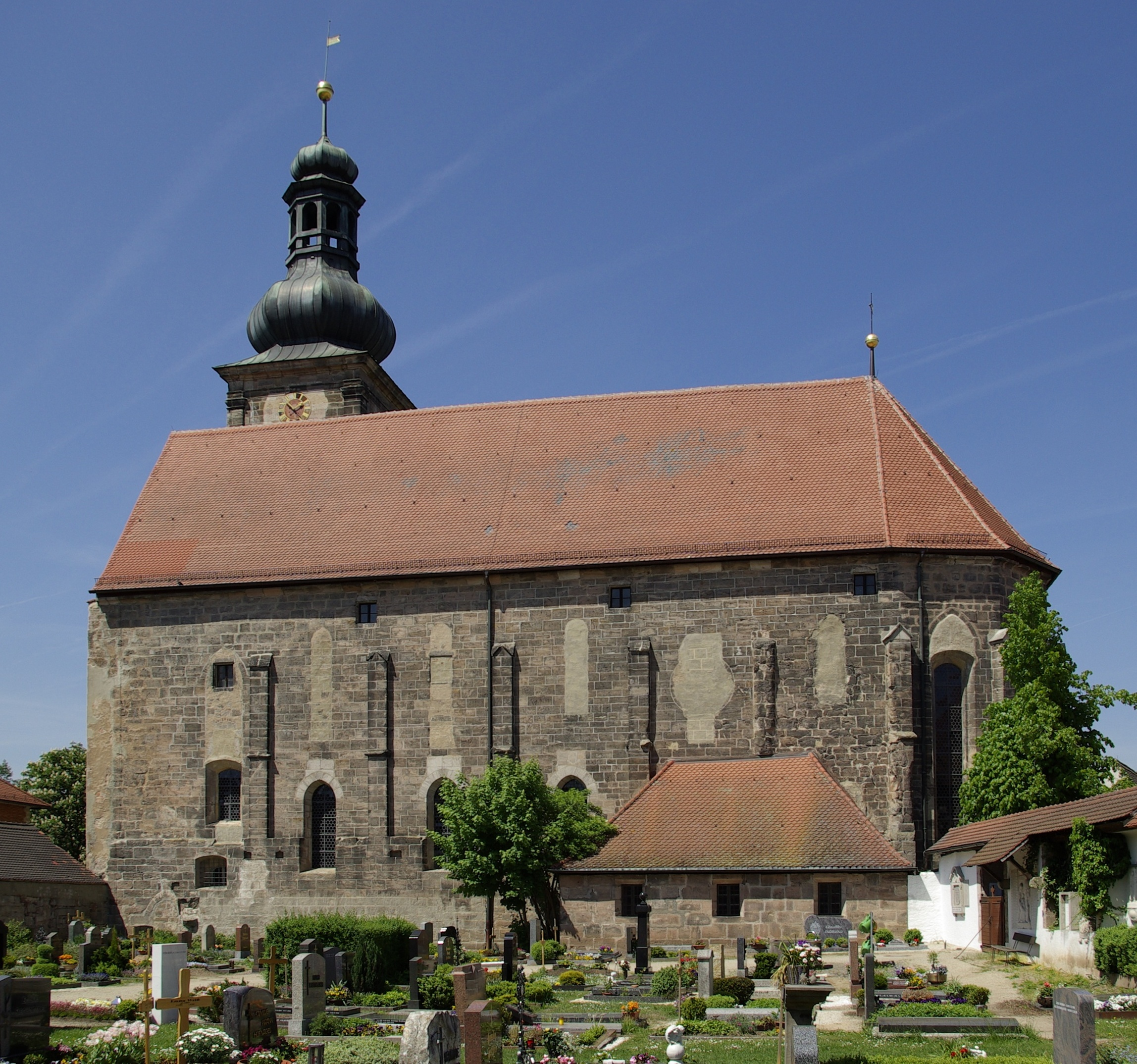
Klosterkirche Frauenaurach 2012

Das Kloster Frauenaurach  ist ein ehemaliges Kloster der Dominikanerinnen in Frauenaurach, einem Gemeindeteil von Erlangen, in Bayern in der Erzdiözese Bamberg.
Namensstiftend war die Mittlere Aurach (ahd. für Ache in den Auen), die das Kloster westlich und nördlich begrenzte und 1,7 km östlich von links in die Regnitz mündet. Die Anlage liegt auf einer Höhe von 283 m ü. NHN und umfasste insgesamt knapp 2,4 Hektar plus der außenliegenden Wirtschaftsflächen. Im bayerischen Urkataster von 1808 kann man noch gut die ehemals festungsähnliche Anordnung der Gebäude um das Kloster herum erkennen.

## Geschichte

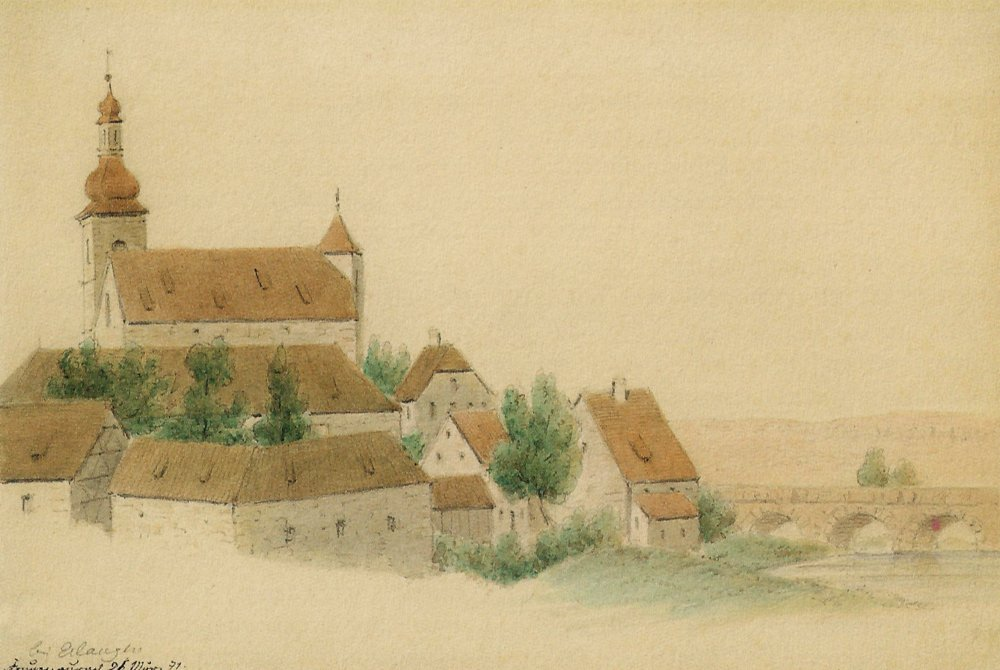
Ansicht Klosterensemble von 1871

Das Dominikanerinnenkloster wurde 1267 von Herdegen von Gründlach gegründet. Die wirtschaftliche Blütezeit des Klosters war unter der Priorin Elisabeth Auer (1436–1451). Im Bauernkrieg um 1525 wurde das Kloster geplündert, der Konvent musste ins Katharinenkloster Nürnberg fliehen. Nach ihrer Rückkehr unter Priorin Kunigunde von Wallenrod (1480–1549) wurde das Kloster unter die Herrschaft des Markgrafen von Brandenburg gestellt. Um 1531 zog bei der Neubesetzung der Pfarrstelle die lutherische Lehre in Frauenaurach ein. Kloster und Kirche wurden durch Nürnberger Söldner weitgehend zerstört. Nach dem Tod der Priorin Kunigunde am 8. April 1549 kamen das Kloster und seine Besitzungen vollständig in den Besitz der Markgrafen von Brandenburg-Kulmbach. In Frauenaurach entstand ein Klosteramt, das bis 1796 existierte. Ab 1616 wurde Frauenaurach eine kleine markgräfliche Nebenresidenz.
Die bis dahin der Zerstörung entgangenen Reste der Klosteranlage wurden 1862 weitgehend abgetragen, erhalten sind neben wenigen im Innenraum der Kirche gezeigten Fragmenten:
- Mauerreste von Kreuzgang und Dormitium an der Westseite des Friedhofs
- der Umriss des ehemals vom Kreuzgang umgebenen Innenhofs (heute: alter Friedhof)
- Wirtschaftsgebäude (Schmiede, Mühle) in unmittelbarer Umgebung.

Der markante, von einer Welschen Haube bekrönte Turm stammt nicht aus Klosterzeiten, sondern wurde erst bis 1717 errichtet.
Obwohl die Kirche eigentlich Maria, später dem Evangelisten Matthäus geweiht wurde, ist nur der Name „Klosterkirche Frauenaurach“ geläufig.
Nach dem Ersten Weltkrieg schuf der Münchener Bildhauer Karl May für die Klosterkirche ein Kriegerehrenmal.

## Erhaltene Bauwerke

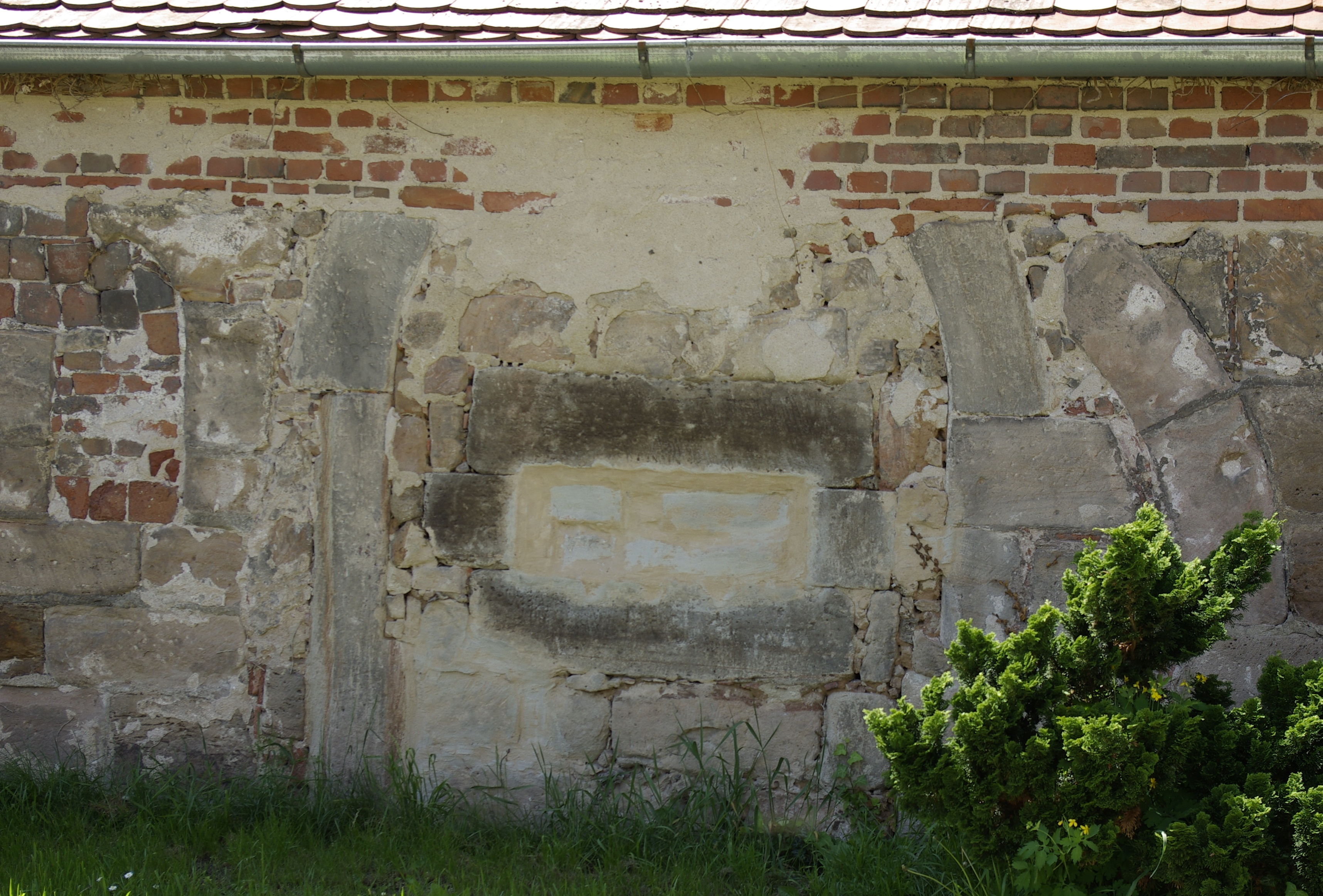
Originäre Mauerreste
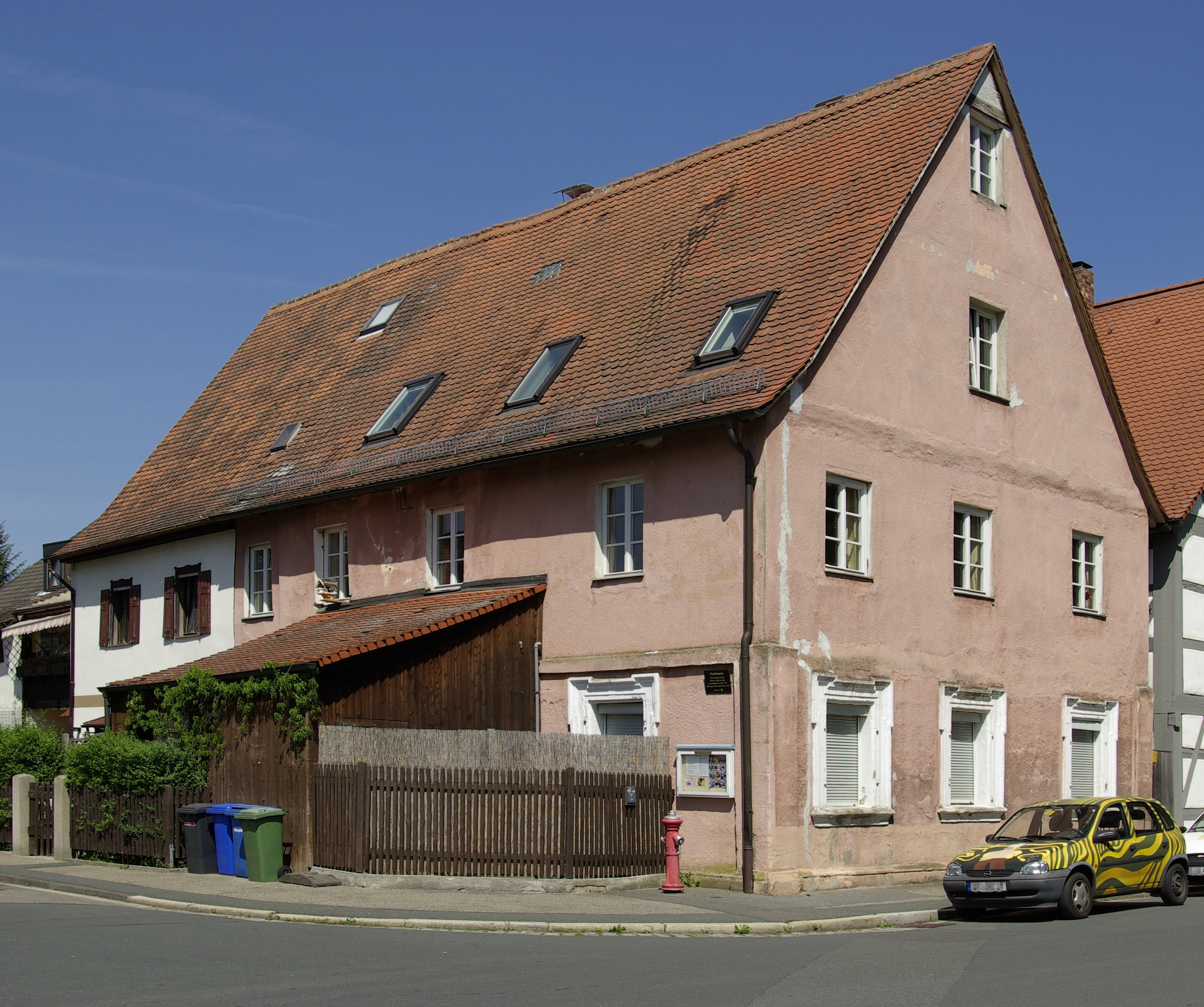
Ehemalige Schmiede
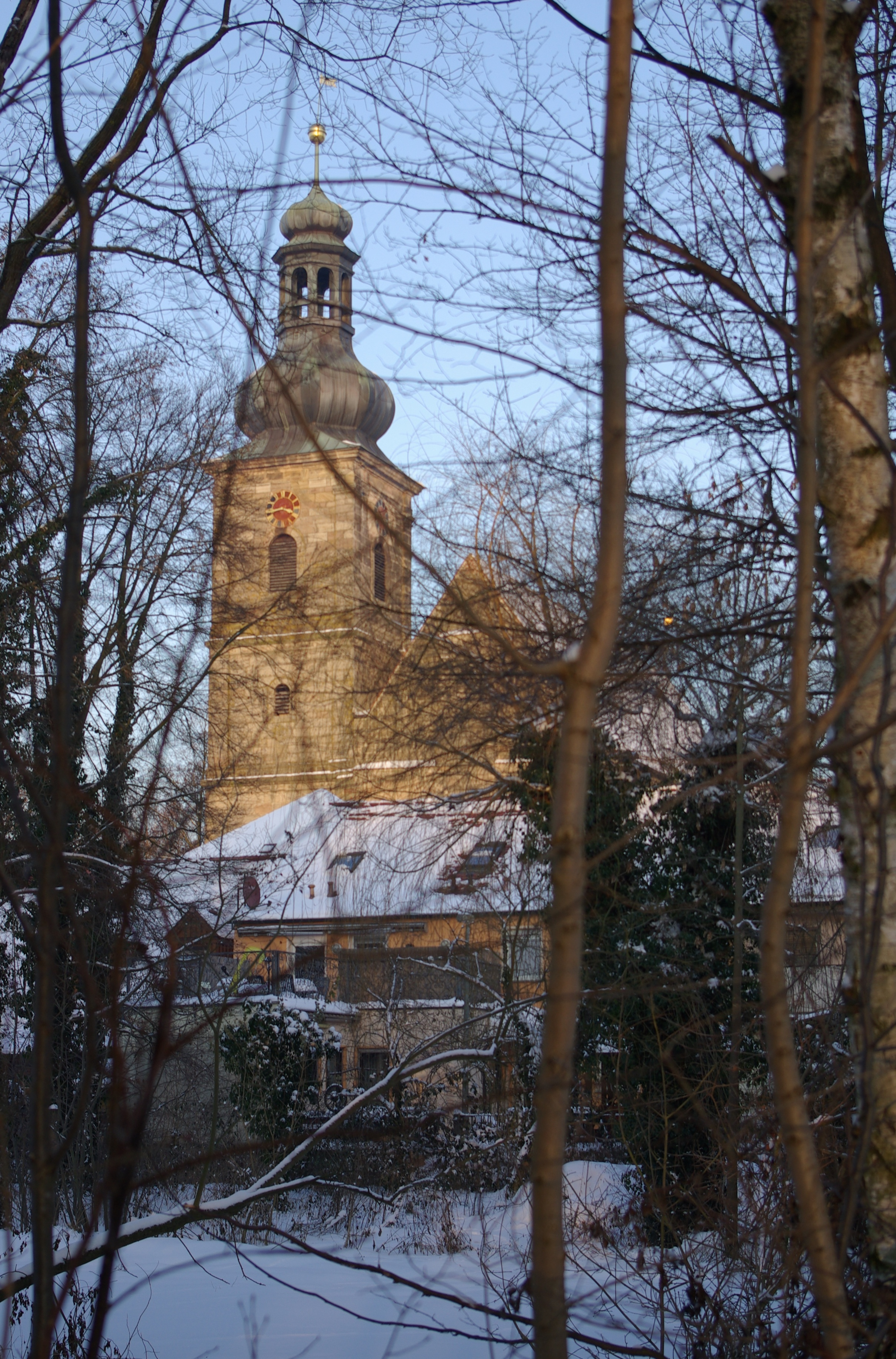
Kirchturm im Winter
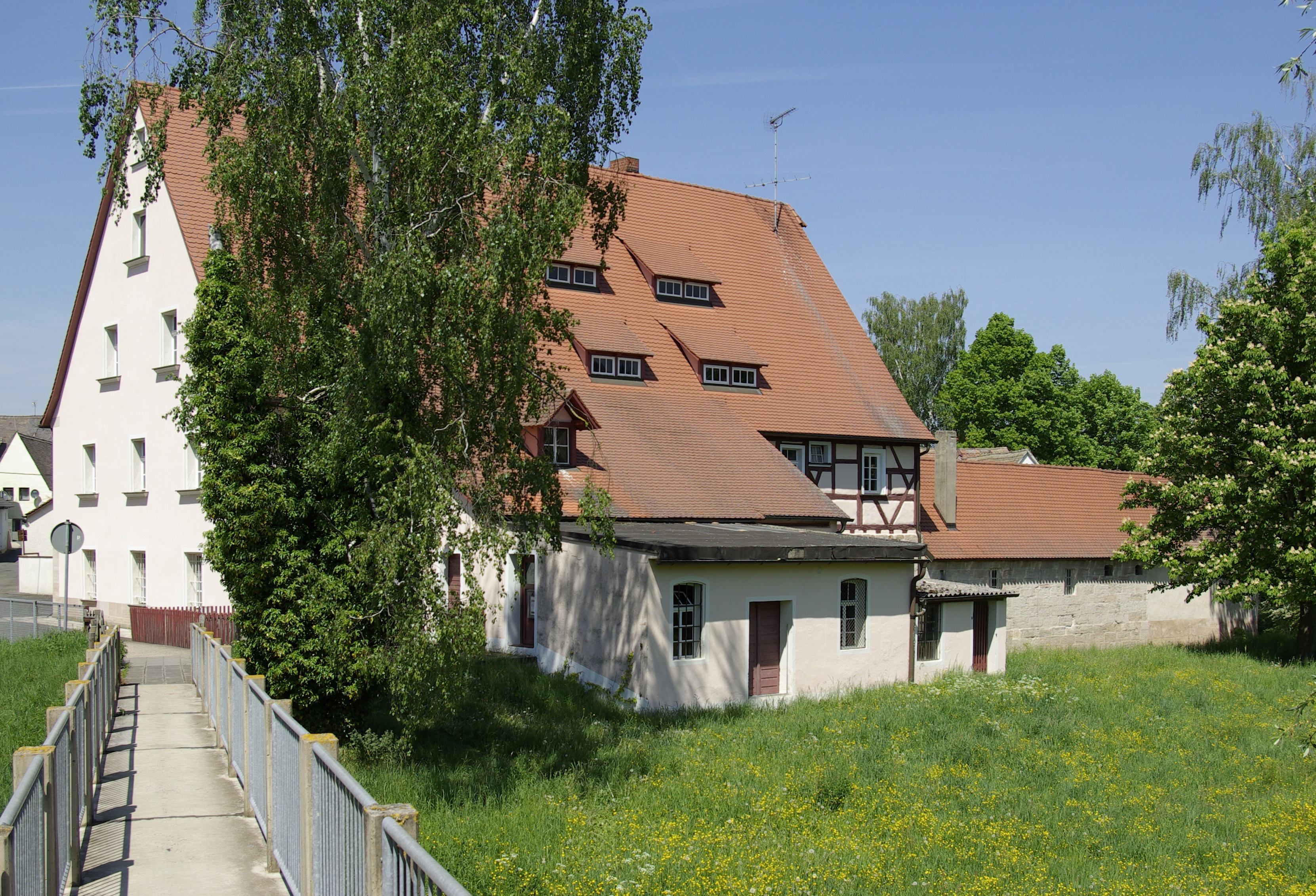
Ehemalige Mühle
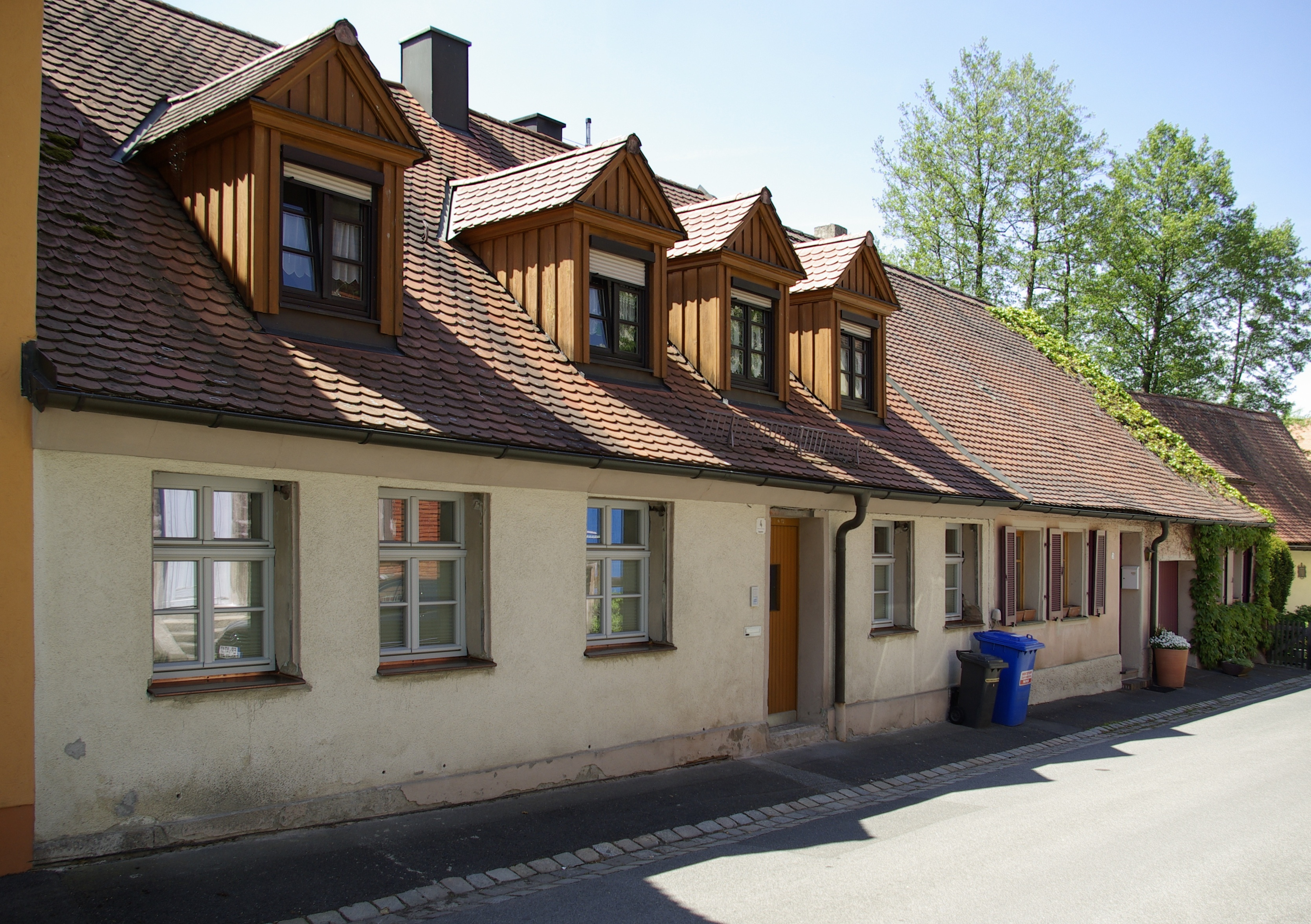
Ehemalige Diensthäuser
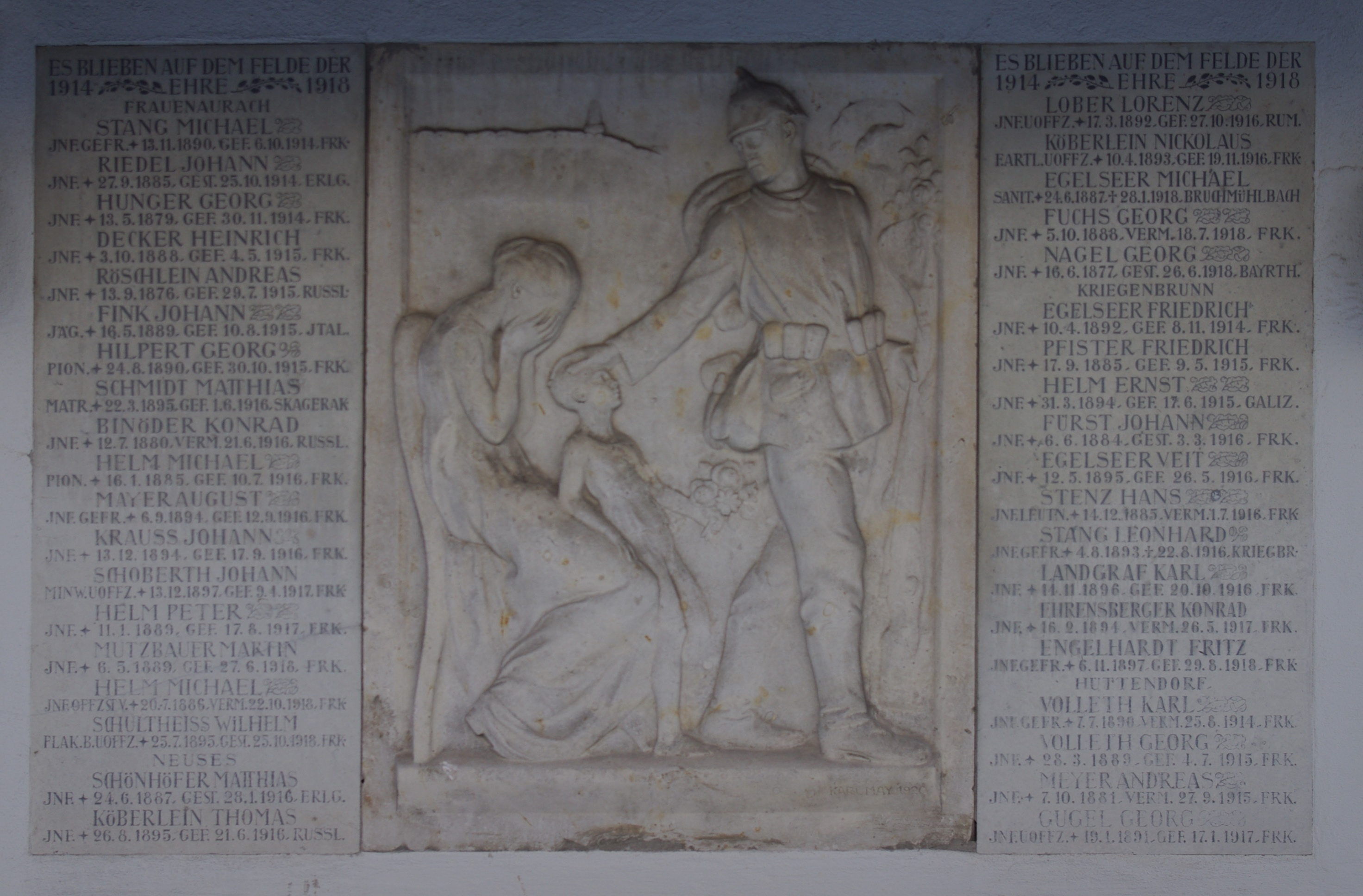
Kriegerdenkmal, 19. Jahrhundert
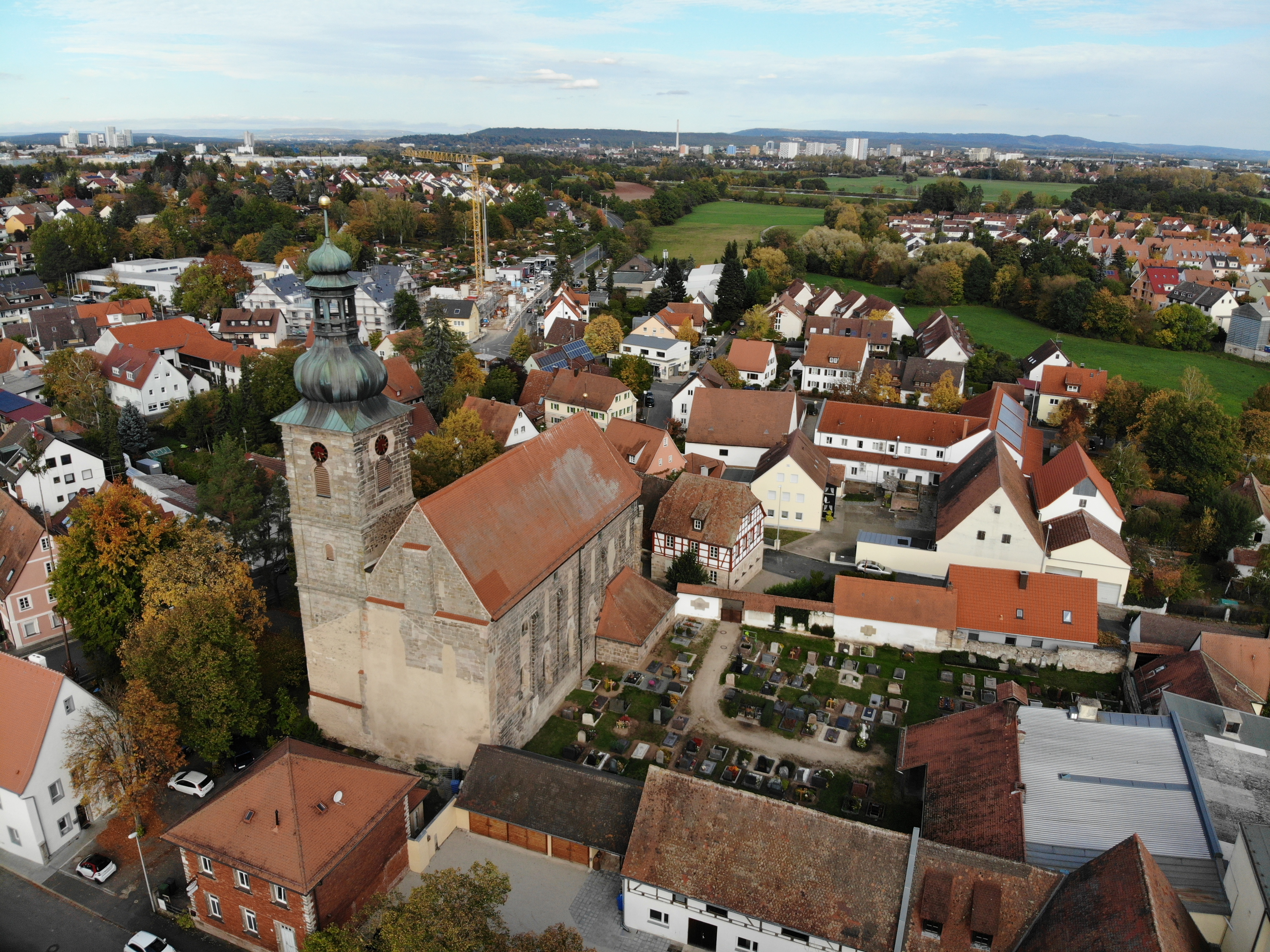
Kloster Frauenaurach Luftbild (2019)